# NES Zapper

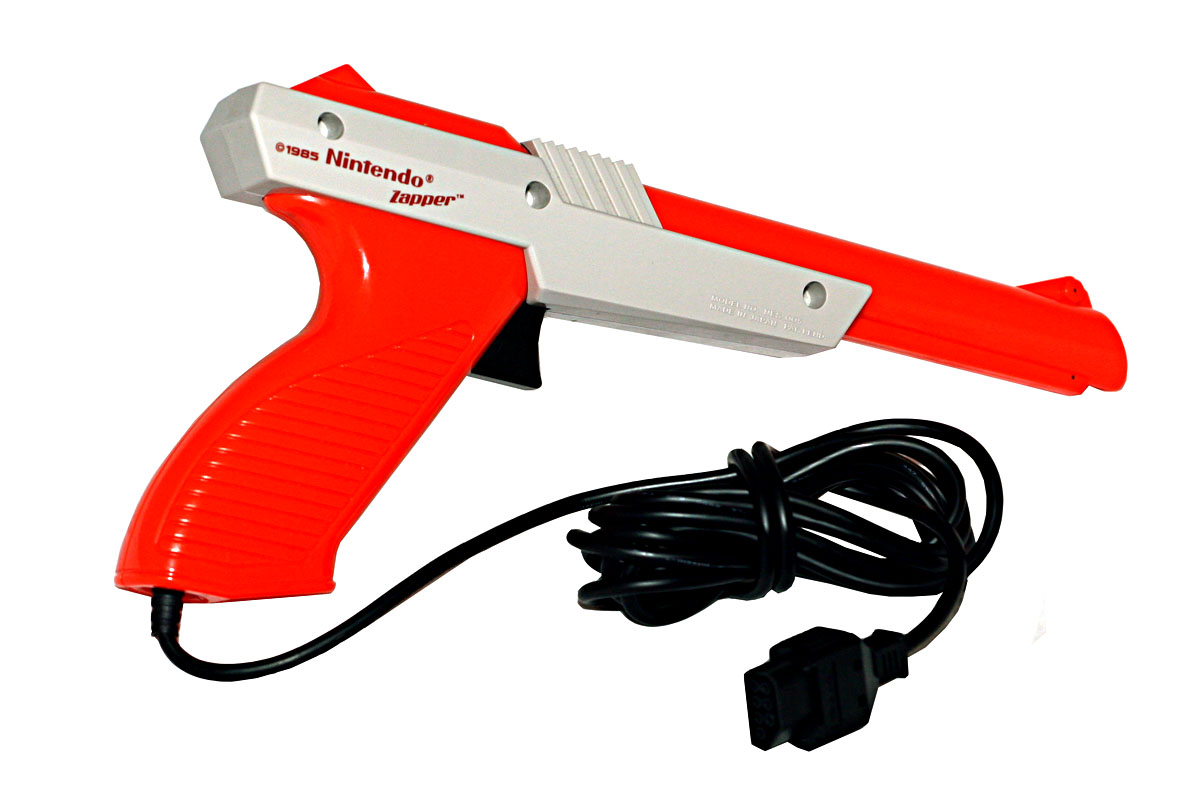
Oranje NES Zapper

De NES Zapper, bekend als de Beam Gun in Japan, is een elektronisch lichtpistool voor de Nintendo Entertainment System (NES) en de Japanse Famicom. Het accessoire werd in Japan uitgebracht op 18 februari 1984 en in de VS tegelijkertijd met het uitbrengen van de NES in oktober 1985.
De Famicom-versie van de Zapper, gemaakt voor het spel Wild Gunman, ziet eruit als een revolver, maar de Europese en Amerikaanse versies zien eruit als een futuristisch sciencefictionpistool dat meer past op het ontwerp van de NES. Vroege versies van de Zapper zijn donkergrijs, maar de kleur werd later veranderd in oranje omdat dit een vereiste was voor alle speelgoedgeweren onder een nieuwe Amerikaanse wet. Hoewel de Zapper oorspronkelijk samen met de NES werd verkocht (samen met het spel Duck Hunt) was de Zapper ook los verkrijgbaar.
De Zapper laat spelers richten op de televisie en zo diverse objecten neerschieten, zoals eenden, kleiduiven en cowboys.

## Geschiedenis en gebruik

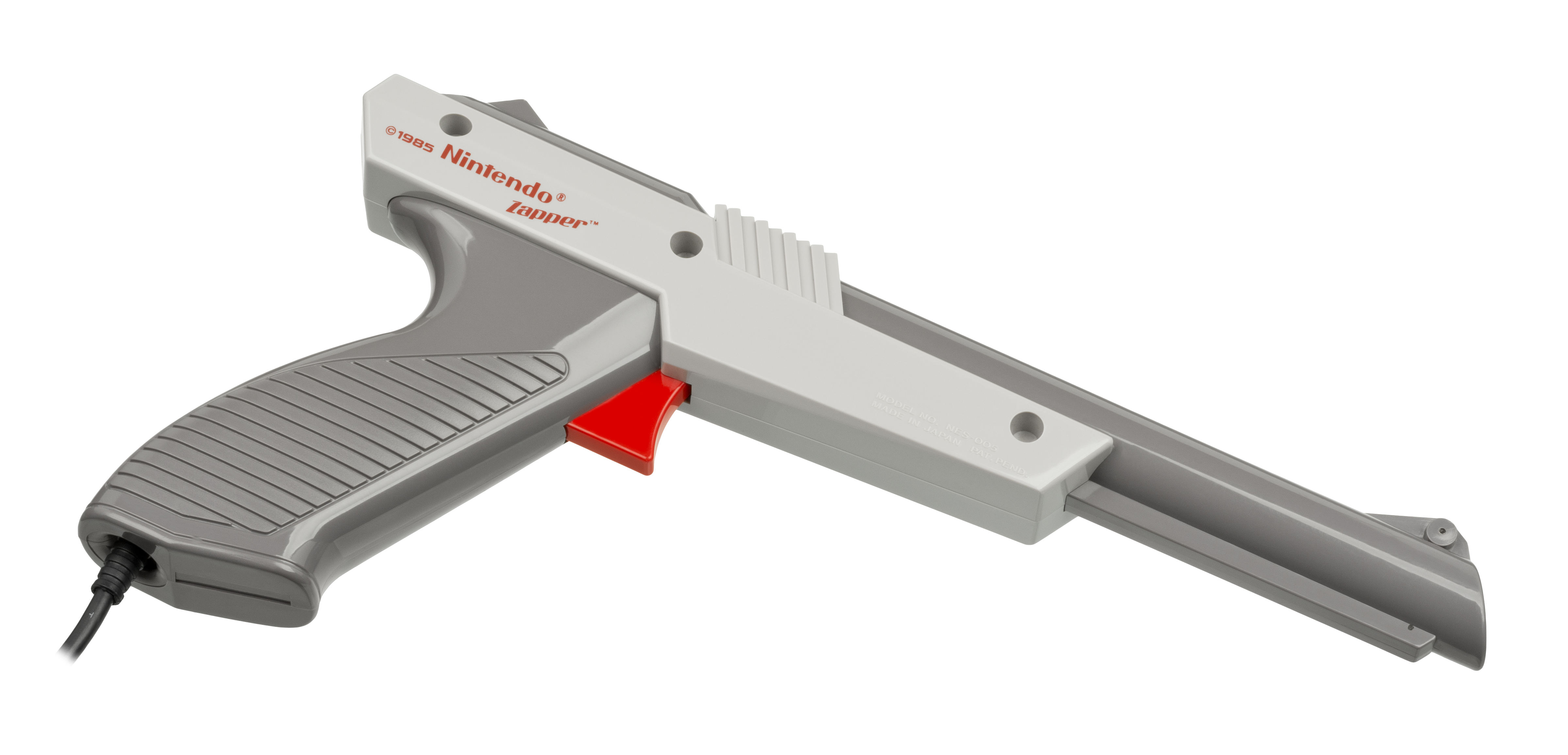
NES Zapper in de oorspronkelijke grijze kleur

De Zapper werd in 1985 in de VS geïntroduceerd. Het werd gebundeld met de NES-console, de Robotic Operating Buddy en twee spellen - Duck Hunt en Gyromite.
De Zapper wordt gebruikt op ondersteunde NES-spellen zoals Duck Hunt en Wild Gunman. Om doelen op het scherm te raken richt de speler het pistool op het scherm en haalt de trekker over. De Zapper kan ook worden gebruikt op menuschermen om de cursor te bewegen of het spel te starten.
Wanneer de trekker wordt overgehaald wordt het hele scherm zwart voor één beeldje (1/50e van een seconde). Op het volgende beeldje wordt het doel volledig wit getekend terwijl de rest van het scherm zwart blijft. De Zapper detecteert deze overgang van weinig naar fel licht, alsook de positie waar dit gebeurde. Zo weet het spel of het doel is geraakt. Nadat alle doelen belicht zijn gaat het spel terug naar de normale staat. Dit proces is vrijwel niet te zien voor het menselijk oog, hoewel wel te zien is dat het scherm even flitst.
Op moderne televisies werkt de Zapper niet. Dit komt vanwege de vertraging van het beeldscherm, waardoor het moment van het overhalen van de trekker niet meer gelijkloopt met het tonen van het zwarte scherm.

## Spellen
Spellen die de NES Zapper ondersteunen:
- The Adventures of Bayou Billy (pistool niet vereist)
- Barker Bill's Trick Shooting
- Duck Hunt
- Freedom Force (VS)
- Gotcha! The Sport! (VS)
- Gumshoe
- Hogan's Alley
- Laser Invasion (JP en VS)
- The Lone Ranger (VS, pistool niet vereist)
- Mechanized Attack (VS)
- Operation Wolf (pistool niet vereist)
- Shooting Range (vereist pistool en controller)
- To the Earth
- Track & Field II
- Wild Gunman

## In andere spellen
In de spellen Splatoon en Splatoon 2 kan de speler een wapen kopen die de N-ZAP heet. Het uiterlijk is gebaseerd op de NES Zapper. Er zijn twee varianten; de N-ZAP '85 en N-ZAP '89 met respectievelijk grijze of oranje kleuren. Via downloadbare inhoud werd de N-ZAP '83 toegevoegd.
In vroege versies van het spel Terraria zit een wapen die de Zapinator heet. Dit zeldzame wapen kon worden verkregen als voorwerp van Plantera, een eindbaas in het spel. Aanvankelijk was de Zapinator per ongeluk in het spel achtergebleven, later is deze geschrapt met een update.